# تونینو بالیاردو
آنتوان «تونینو» بالیاردو (اسپانیایی: Antoine "Tonino" Baliardo‎؛ زادهٔ ۱۹۶۰ میلادی) گیتارنواز گروه جیپسی کینگز، موسیقی‌دان و ترانه‌سرای اهل فرانسه و فرزند مانیتاس د پلاتا است.
شیکو بوچیکی عضو سابق جیپسی کینگز و یکی از بنیان‌گذاران آن، دربارهٔ تونینو اظهار داشت: «تونینو خلاق‌ترین عضو گروه است. او ایده‌های فراوانی دارد و ذوق و شمِ هنری‌اش عالی است. او عادت داشت با گیتارش به مدرسه برود.»
تونینو نیز همچون دیگر عضو گروه جیپسی کینگز، «نیکُلا رِیـِس»، قادر به خواندنِ نت و نت‌نویسی نیست.